# Marie Laurence Longo
 (octobre 2009).
Si vous disposez d'ouvrages ou d'articles de référence ou si vous connaissez des sites web de qualité traitant du thème abordé ici, merci de compléter l'article en donnant les références utiles à sa vérifiabilité et en les liant à la section « Notes et références ».
Maria Lorenza Longo, née Maria Richenza (1463-1542) est une religieuse espagnole qui fut au XVIe siècle à l'origine d'une réforme dans l'ordre des clarisses. L'itinéraire évangélique de Maria Lorenza Longo jusqu'à la découverte de la vocation contemplative, vers ses 70 ans, est présentée comme une leçon de correspondance à l'appel de Dieu. Elle est vénérée comme bienheureuse par l'Église catholique, et fêtée le 21 décembre.

## Biographie

### Une paralysie purificatrice
Maria Richenza naquit en 1463, très probablement à Lérida, d'une noble famille de Catalogne. Jeune encore elle fut donnée en mariage à Juan Llonc, illustre juriste, qui devint plus tard régent du Conseil royal d'Aragon. De ce mariage, il y eut plusieurs enfants.
Tout se déroulait classiquement dans cette maison, quand un événement malheureux se produisit : Un jour, à l'occasion d'une fête familiale, un serviteur vexé pour un reproche que lui avait adressé la maîtresse de maison, mit du poison dans son verre. Maria échappa à l'attentat mais en resta définitivement paralysée. Elle accepta avec sérénité cette nouvelle situation.
En 1506, à la suite du roi Ferdinand le Catholique, avec son mari et ses enfants, elle vint à Naples. La famille s'établit en cette ville mais le mari Juan Llonc dut rentrer peu après en Espagne pour sa charge. Il mourut en 1509.
Veuve à 46 ans, paralysée, il semblait que l'existence de Maria dut se dérouler lentement et tristement. Mais elle pouvait maintenant réaliser un projet formé quelques années auparavant : aller au sanctuaire de la Madone de Lorette. Accompagnée de sa fille et de son gendre, portée en litière, elle entreprit ce fatigant pèlerinage. Il est rapporté qu'un miracle eut lieu à ce moment : alors qu'elle était absorbée dans sa prière, après la messe, elle se sentit instantanément guérie.
Elle décida de commencer cette nouvelle étape de sa vie par une donation à Dieu et aux hommes en juin 1510.
En souvenir de la grâce reçue par l'intermédiaire de la vierge Marie, elle décida de s'appeler désormais Maria Lorenza et c'est sous ce prénom qu'elle sera connue à Naples ainsi que sous le nom italianisé de son défunt mari : Longo. Devant l'autel de la Madone elle prit l'habit du Tiers Ordre Franciscain

### Au service des membres souffrants du Christ
On aurait pu croire que Maria Lorenza Longo avait hâte de rattraper ses longues années d'inactivité forcée. Les quartiers populeux napolitains offraient un vaste champ d'action à son désir de charité. Aucune nécessité corporelle ou spirituelle ne la laissait indifférente. Au début, l'hôpital de saint Nicolas fut le centre de son action bienfaisante. En 1518, Ettore Vernazza arriva à Naples. Il diffusait dans toute l'Italie l'œuvre de l'oratoire du divin, centre de spiritualité évangélique et d'initiatives de charité. Il trouva en Maria Lorenza Longo une âme jumelle avec laquelle il envisagea la création du grand hôpital des incurables. Ces incurables d'alors étaient surtout les victimes de ce qu'on appelait le « mal français », la syphilis, qui contaminait toute la population italienne. Maria Lorenza apporta sa contribution à cette importante institution par son avoir personnel, son influence sociale, ses efforts et sa prière. En 1525, la construction de l'édifice étant terminée, elle y habita, vivant uniquement pour ses malades. Elle confia la direction de l'Institut à une équipe administrative, assumant la responsabilité directe de toute l'assistance sanitaire. Elle fut activement secondée par d'autres dames de son entourage spirituel, surtout par sa grande amie Maria Ayerbe, duchesse de Termoli. Il est dit qu'un matin, durant la messe, elle entendit une voie intérieure lui dire :
« Marie, aimais tu ton mari ?
Certes, répondit elle, oui, je l'aimais
Aimes tu tes enfants ?
Bien sûr!
Alors, pourquoi ne m'aimes tu pas, moi qui ai tant fait pour toi ? »
Cet appel la poussa à intensifier son service du Christ dans les malades. Mais ce n'était pas tellement les souffrances corporelles qui réclamaient attention. Il fallait surtout aller au-devant des misères morales. C'est pourquoi auprès du grand hôpital, peu d'années après, fut fondée la maison des converties. Maria Ayerbe en reçut la direction.

### Du dynamisme de Marthe à la tranquillité de Marie
En ces années, Naples était le lieu de rencontre des plus fameuses personnalités de l'aristocratie spirituelle de la Renaissance. Dans l'entourage de Madame Longo se trouvent le cardinal Vio de Gaeta, l'augustinien Égide de Viterbe, le mystique laïc espagnol Juan de Valdés, animateur d'un cénacle évangélique (suspect de luthéranisme) et en particulier, l'illustre humaniste Vittoria Colonna, marquise de Pescara, grande protectrice des Capucins.
L'influence spirituelle de Maria Longo se faisait sentir surtout auprès de la communauté des tertiaires franciscaines. Elle les formait ainsi que les jeunes qui se sentaient appelées à consacrer leur vie dans l'exercice de la charité. Ces jeunes étaient d'origine modeste, mais il y en avait aussi de la noblesse.
Les Capucins arrivèrent à Naples en 1529 ; l'année précédente ils avaient obtenu de Clément VII la bulle d'approbation de leur réforme. Ils demandèrent une hospitalité provisoire à l'hôpital des incurables où ils furent accueillis par la directrice qui trouva en eux, par la suite, de valables collaborateurs dans la direction spirituelle et corporelle des assistés. Elle-même et sa communauté de tertiaires se mirent sous la direction de ces frères austères.
À cette même période arrivèrent les théatins, Ordre à peine fondé. Le fondateur lui-même, saint Gaétan de Thiene, vint à Naples en 1533. Par son expérience mystique il marqua profondément Madame Longo. L'année suivante, ayant pris logement dans l'hôpital, saint Gaétan devint le directeur spirituel de la communauté religieuse qui, sous sa direction, en 1535, obtint l'approbation canonique sous le nom de Sœurs franciscaines du Tiers Ordre, prenant de plus en plus une physionomie résolument contemplative.

### Les premières Clarisses Capucines
Ce changement ne déplaisait pas à Maria Lorenza Longo. Sous le poids de ses 72 ans, elle souffrait de ne pouvoir arriver à tout ce qu'elle voulait accomplir. Une grave maladie l'obligea à l'inactivité pendant quelques mois : l'ancienne paralysie revint. Dans les premiers jours d'août 1535 elle se détacha des malades de l'hôpital, laissant comme directrice Maria Ayerbe et s'enferma dans une petite chambre du couvent proche où l'attendaient 20 aspirantes. Le 8 septembre suivant, toutes reçurent l'habit et sœur Maria Lorenza, qui avait accompli un long noviciat de 25 années vouées à la charité, fit profession entre les mains du délégué apostolique. La communauté adopta aussitôt la clôture rigoureuse des clarisses.
Saint Gaétan continua encore sa direction spirituelle. Pourtant en 1538 il confia Sœur Maria Lorenza et ses moniales à la direction des capucins qui exerçaient déjà depuis le début, en raison de leur genre de vie, une profonde influence.
Un bref de Paul III du 10 décembre 1538 confirmait de manière définitive l'érection du monastère sous la Règle de sainte Claire, le confiant à la direction des capucins comme l'avait demandé la fondatrice. Une décision pontificale limitait le nombre des moniales à 33. De là vint l'appellation populaire de monastère des 33. La réforme capucine était née.
Le Bref d'approbation appuyait l'intention de la fondatrice de vivre avec les sœurs la stricte observance de la Règle de Sainte Claire. Pour mieux atteindre ce but, elle adopta les Constitutions de sainte Colette, y intégrant quelques points des constitutions des capucins. Pauvreté, austérité, clôture sévère, simplicité fraternelle et surtout intense vie de prière, seront les caractéristiques des capucines.
Ainsi passèrent les sept dernières années de Maria Lorenza. Paralysée de corps, son esprit continuait à être actif, alternant la prière et la direction spirituelle des sœurs. À l'approche de sa fin, elle renonça à sa charge d'abbesse. Le 21 décembre 1542, elle s'éteignit à l'âge de 79 ans.
À Naples, son souvenir est encore vif.

## Vénération

### Béatification

#### Enquête sur les vertus
La cause pour la béatification de Marie Laurence Longo débute en 1880. Relancée en 2004, l'enquête canonique sur l'étude de sa sainteté se termine le 9 octobre 2017, avec la reconnaissance de ses vertus héroïques par le pape François.

#### Reconnaissance d'un miracle
En 2007, une enquête est lancée sur un prétendue miracle obtenu par son intercession, indispensable pour sa béatification. Déclarée inexplicable par la science en 2019 par un comité médical, la guérison attribuée à Marie Laurence Longo est reconnue authentique par le pape François le 20 octobre 2020, et signe le décret permettant sa béatification.
Marie Laurence Longo a été  solennellement proclamée bienheureuse le 9 octobre 2021, lors d'une messe célébrée à Naples par le cardinal Marcello Semeraro.